# 린스자 (양궁 선수)
린스자(중국어 정체자: 林詩嘉, 간체자: 林诗嘉, 병음: Lín Shījiā, 한자음: 임시가, 1993년 5월 20일~)는 중화민국의 양궁 선수이다. 2016년 하계 올림픽에서 여자 단체전 동메달을 획득했으며 세계 양궁 선수권 대회에서 은메달 2개, 동메달 1개를 획득했다.